# ナー・パラパライ
ナー・パラパライ（Nā Palapalai）は、アメリカ合衆国ハワイ州ヒロ出身のハワイアンミュージック・バンドである。オリジナルメンバーはクアナ・トレス・カヘレ (Kuana Torres Kahele)、カプラナケハウ・“ケハウ”・タムレ (Kapulanakehau "Kehau" Tamure)、ケアオ・コスタ (Keao Costa)。過去にはベーシストのイオアネ・バーンズ (Ioane Burns) がグループの演奏やレコーディングに参加していた時期もある。
グループは伝統的および現代的なハワイアンミュージックを編曲し、ウクレレ、ギター、イプ、アップライトベースなどの楽器を用いて演奏・録音している。歌詞の大部分はハワイ語で書かれ、歌われている。
ナ・ホク・ハノハノ賞において複数部門で受賞しており、その中にはグループ・オブ・ザ・イヤーも含まれる。いくつかのアルバムはビルボードのトップ・ワールド・アルバム・チャート (Top World Albums chart) でトップ5入りを果たしている。特に日本での人気が高く、フラダンサーからの支持も厚い。

## 来歴
1995年、当時17歳だったクアナ・トレス・カヘレは、同じくヒロ出身でファルセットを得意とするミュージシャンのケハウ・タムレと共にナー・パラパライを結成。彼らは伝統音楽の中で育ち、グループの特徴となるサウンドの基礎を築いた。初期にはケアオ・コスタもメンバーとして活動していた。
1999年にアルバム『Kaona』をリリース。翌2000年のナ・ホク・ハノハノ賞でグループ・オブ・ザ・イヤーを受賞したとされる。
2002年にリリースされたアルバム『Makani ʻOluʻolu』は大きな成功を収め、批評家からも絶賛された。このアルバムに収録されたクアナ・トレス・カヘレ作曲の「Ke Anu O Waimea」は、現在でも日本において最も人気のあるフラソングの一つとなっている。このアルバムの成功を受け、2003年のナ・ホク・ハノハノ賞では主要5部門（アルバム・オブ・ザ・イヤー、ハワイアン・アルバム・オブ・ザ・イヤー、グループ・オブ・ザ・イヤー、ベスト・ハワイアン・ランゲージ・パフォーマンス、ベスト・ハク・メレ）を受賞した。
2004年には、オアフ島で開催されたライブイベントシリーズ「Hot Hawaiian Nights」に出演した。
2006年にアルバム『Ka Pua Hae Hawaiʻi』をリリースし、翌2007年のナ・ホク・ハノハノ賞では複数部門にノミネートされた。
2009年には結成15周年を迎え、ハワイ・シアターにてケアリイ・レイシェルらをゲストに迎えた記念コンサートを開催し、同年にはアルバム『Nānea』をリリースした。このアルバムのリリースパーティにもケアリイ・レイシェルが出演したと報じられている。
2010年にはアルバム『Nānea』で再びナ・ホク・ハノハノ賞の主要部門にノミネートされ、同年の授賞式ではマイラニ (Mailani) と共にライブパフォーマンスを披露した。この時期、メンバー構成はクアナ・トレス・カヘレとケハウ・タムレのデュオとなっていた時期もある。
2011年にはシングル「He Lei Kaulana」とベスト盤『The Best of Na Palapalai』をリリース。同年のナ・ホク・ハノハノ賞で、「He Lei Kaulana」がシングル・オブ・ザ・イヤーを、『The Best of Na Palapalai』がアンソロジー・オブ・ザ・イヤー（プロデューサー賞）を受賞した。同年、ワイキキ水族館で開催されたコンサートシリーズ「Ke Kani O Ke Kai」にマイラニと共に出演した。
2012年には、アルバム『Haʻa』をリリース。また、オアフ島のアラモアナセンターで開催された独立記念日（7月4日）のイベントに出演している。
長い活動休止期間の後、オリジナルメンバーであるクアナ・トレス・カヘレ、ケハウ・タムレ、ケアオ・コスタの3人で活動を再開。2018年2月23日には、2017年12月10日にハワイ・シアターで行われたリユニオンコンサートを収録したライブアルバム『Hoʻopili Hou (Live)』をリリースした。
2019年には、ハワイ島で新作のための写真撮影を行い、2枚組CDアルバム『Back To The Patch』のリリース準備を進めていることが報じられた。同年4月には、ケハウ・タムレ作の新曲「He Lei Kaulana」のミュージックビデオを発表した。同年6月にはマウイ・アーツ＆カルチュラル・センターで無料の再結成記念コンサートを開催した。

## メンバー
- クアナ・トレス・カヘレ (Kuana Torres Kahele) - ボーカル、ギター、ウクレレ、作曲など
- カプラナケハウ・“ケハウ”・タムレ (Kapulanakehau "Kehau" Tamure) - ボーカル（ファルセット）、ウクレレなど
- ケアオ・コスタ (Keao Costa) - ベース、ボーカル

過去の参加ミュージシャン
- イオアネ・バーンズ (Ioane Burns) - ベース、ボーカル [2]

## ディスコグラフィ
- 1999年: Kaona
- 2002年: Makani ʻOluʻolu
- 2004年: Ke ʻAla Beauty
- 2006年: Ka Pua Hae Hawaiʻi
- 2009年: Nānea
- 2010年: The Best of Na Palapalai （ベスト・アルバム）
- 2012年: Haʻa
- 2018年: Hoʻopili Hou (ライブアルバム)

## 受賞歴

### ナ・ホク・ハノハノ賞
ナ・ホク・ハノハノ賞は、ハワイ音楽界における最も権威ある賞であり、ハワイ版グラミー賞とも称される。
ナー・パラパライはこれまでに多数の賞を受賞・ノミネートされている。主な受賞・ノミネート歴は以下の通り。
- 2011年[14]
  - 受賞: シングル・オブ・ザ・イヤー (Single of the Year) - 「He Lei Kaulana」
  - 受賞: アンソロジー・オブ・ザ・イヤー (Anthology of the Year) - 『The Best of Na Palapalai』 (プロデューサー: Shawn Pimental)
  - ノミネート: アルバム・オブ・ザ・イヤー - 『The Best of Na Palapalai』[21]
- 2010年（ノミネート）[11] （アルバム『Nānea』に対して）
  - グループ・オブ・ザ・イヤー
  - アルバム・オブ・ザ・イヤー
  - ハワイアン・アルバム・オブ・ザ・イヤー
  - ハワイアン・ランゲージ・パフォーマンス
  - フェイバリット・エンターテイナー・オブ・ザ・イヤー
- 2007年（ノミネート）[8] （アルバム『Ka Pua Hae Hawaiʻi』に対して）
  - グループ・オブ・ザ・イヤー
  - ハワイアン・アルバム・オブ・ザ・イヤー
  - ソング・オブ・ザ・イヤー ("Ka Pua Hae Hawaiʻi" 作曲: Kuana Torres)
  - アルバム・オブ・ザ・イヤー
  - フェイバリット・エンターテイナー・オブ・ザ・イヤー
  - ハワイアン・ランゲージ・パフォーマンス
  - ハク・メレ ("Keʻei" 作曲: Kehau Tamure)
  - グラフィックス
- 2003年（受賞）[6] （アルバム『Makani ʻOluʻolu』に対して）
  - アルバム・オブ・ザ・イヤー (Album of the Year)
  - ハワイアン・アルバム・オブ・ザ・イヤー (Hawaiian Album of the Year)
  - グループ・オブ・ザ・イヤー (Group of the Year)
  - ベスト・ハワイアン・ランゲージ・パフォーマンス (Best Hawaiian Language Performance)
  - ベスト・ハク・メレ (Best Haku Mele)
- 2000年
  - 受賞?: グループ・オブ・ザ・イヤー - 『Kaona』